# Чемпіонат Польщі з хокею 1937
Чемпіонат Польщі з хокею 1937 — 9-ий чемпіонат Польщі з хокею, матчі фінальної частини проходили у місті Криниця, чемпіоном став клуб Краковія Краків.

## Кваліфікація
- Краковія Краків — Погонь (Львів) 3:1, 6:2

## Фінальний раунд
- Краковія Краків - КТХ Криниця 2:0
- «Варшавянка» - Чарні (Львів) 3:1
- АЗС Варшава - Краковія Краків 1:0
- КТХ Криниця - «Варшавянка» 1:0
- Краковія Краків - Чарні (Львів) 2:2
- КТХ Криниця - АЗС Варшава 2:1
- Краковія Краків - «Варшавянка» 1:0
- Чарні (Львів) - АЗС Варшава 2:0
- КТХ Криниця - Чарні (Львів) 2:1
- АЗС Варшава - «Варшавянка» не відбувся

| М  | Команда         | І | В | Н | П | Ш   | О |
| -- | --------------- | - | - | - | - | --- | - |
| 1. | Краковія Краків | 4 | 2 | 1 | 1 | 5:3 | 5 |
| 2. | АЗС Варшава     | 4 | 2 | 0 | 2 | 2:4 | 4 |
| 3. | КТХ Криниця     | 4 | 2 | 0 | 2 | 5:4 | 4 |
| 4. | Чарні (Львів)   | 4 | 1 | 1 | 2 | 6:7 | 3 |
| 5. | «Варшавянка»    | 4 | 1 | 0 | 3 | 3:3 | 2 |

АЗС Познань відмовився від участі у фінальній стадії.